# Perizoma nidarosiensis
Perizoma nidarosiensis är en fjärilsart som beskrevs av Embrik Strand 1920. Perizoma nidarosiensis ingår i släktet Perizoma och familjen mätare. Inga underarter finns listade i Catalogue of Life.